# Lucão (futebolista de areia)
Lucas Tadeu Azevedo, mais conhecido como Lucão (Rio de Janeiro, 4 de agosto de 1991), é um futebolista de areia brasileiro. Atualmente, joga no Vasco da Gama. No exterior jogou em países como Rússia, Italia, Portugal, Israel, EUA. 

## Carreira
Lucão começou jogando no Força e Saúde Futebol de Praia, time do Rio de Janeiro onde se sagrou campeão carioca em 2012. No mesmo ano acertou sua ida para o Vasco da Gama. Após títulos e bons jogos foi rapidamente convocado para a Seleção Brasileira. Em 2014 foi campeão da Copa Brasil, sendo escolhido o melhor jogador.

## Títulos
Força e Saúde FP
- Campeão do Campeonato Carioca (2012)

Vasco da Gama
- Bicampeão da Copa Libertadores (2016, 2017)
- Biampeão do Campeonato Brasileiro (2017 e 2020)
- Campeão da Copa Brasil (2014)
- Campeão do Circuito Brasileiro de Futebol de Areia (2013/14)
- Campeão da I Etapa do Circuito Brasileiro de Futebol de Areia - Vitória (ES) (2013)
- Campeão da IV Etapa do Circuito Brasileiro de Futebol de Areia - Serra (ES) (2014)
- Bicampeão do Campeonato Carioca (2014 e 2020)
- Campeão do II Torneio Rio Cidade da Paz (2012)
- Campeão do Desafio Internacional Guara Plus de Beach Soccer (2012)
- Campeão do Qualify do Campeonato Brasileiro de Clubes Sub-23 (2012)

Braga
- Campeão do Campeonato de Elite (2021)
- Campeão da Taça de Portugal (2021)

Seleção Brasileira
- Ouro nos Jogos Mundiais de Praia (2019)
- Bicampeão da Copa Intercontinental (2016, 2017)
- Campeão do Campeonato Sul-Americano de Beach Soccer (2016)
- Bicampeão da Copa das Nações de Beach Soccer (2013.1, 2013.2)
- Campeão da Copa Riviera Maya (2013)
- Campeão da Copa San Luis (2014)
- Tricampeão da Copa América (2014,[3] 2016, 2018)

| Torneio                                                | A equipe            | G   | Ag | LCD | QC | E   | Nota    |
| ------------------------------------------------------ | ------------------- | --- | -- | --- | -- | --- | ------- |
| Copa do Mundo FIFA 2019. Paraguai                      | Brasil              | 2   |    |     |    | 4   | jogador |
| Jogos Mundiais de Praia 2019                           | Brasil              | 3   |    | 2   |    | 5   | jogador |
| Taça de Futebol de Praia Rússia 2019                   | Asas dos soviéticos | 7   | 1  | 3   | 1  | 4   | jogador |
| Taça dos Vencedores da Euro 2019                       | Catania             | 10  |    |     |    | 8   | jogador |
| Campeonato Russo de Futebol de Praia 2019              | Asas dos soviéticos | 20  |    | 4   | 1  | 16  | jogador |
| Mundialito de Clubes futebol de praia 2019             | Catania             | 12  |    | 2   |    | 4   | jogador |
| Taça Intercontinental de Futebol de Praia 2018         | Brasil              |     |    |     |    | 5   | jogador |
| Campeonato de Futebol de Praia de Moscou 2018          | Locomotiva          | 7   |    |     |    | 3   | jogador |
| Taça dos Vencedores das Taças 2018                     | Locomotiva          | 12  |    | 1   |    | 7   | jogador |
| Campeonato Russo de Futebol de Praia 2018              | Locomotiva          | 15  |    | 7   | 1  | 14  | jogador |
| Copa Intercontinental de Futebol de Praia Huawei 2017  | Brasil              | 2   |    |     |    | 4   | jogador |
| Copa da praia da Rússia 2017.                          | Locomotiva          | 1   |    | 1   |    | 5   | jogador |
| Campeonato de Futebol de Praia de Moscou 2017          | Locomotiva          | 11  |    | 1   | 1  | 8   | jogador |
| Campeonato Russo de Futebol de Praia 2017              | Locomotiva          | 14  |    | 2   |    | 19  | jogador |
| Taça dos Vencedores das Taças 2017                     | Locomotiva          | 14  |    | 3   |    | 7   | jogador |
| Copa do Mundo da FIFA 2017. Bahamas                    | Brasil              | 2   |    |     |    | 6   | jogador |
| Taça Intercontinental de Futebol de Praia Samsung 2016 | Brasil              | 2   |    | 1   |    | 5   | jogador |
| Taça de futebol de praia russa 2016                    | Locomotiva          | 10  |    | 1   |    | 6   | jogador |
| Campeonato Russo de Futebol de Praia 2016              | Locomotiva          | 13  |    | 2   |    | 16  | jogador |
| Taça dos Vencedores das Taças 2016                     | Locomotiva          | 8   |    |     |    | 7   | jogador |
| Taça aberta de duas capitais (zona "Centro")           | Locomotiva          | 10  |    |     |    | 7   | jogador |
| Mundialito de Clubes futebol de praia 2015             | Vasco da Gama       | 7   |    |     |    | 5   | jogador |
| Campeonato Russo de Futebol de Praia 2015              | Coringa             | 13  |    | 4   |    | 13  | jogador |
| Copa da praia da Rússia 2014.                          | Rotor-Volgograd     | 8   |    | 2   |    | 6   | jogador |
| Campeonato Russo de Futebol de Praia 2014              | Rotor-Volgograd     | 12  |    | 6   |    | 18  | jogador |
| Total                                                  | Total               | 215 | 1  | 42  | 4  | 202 |         |

## Campanhas de destaque
Vasco da Gama
- Vice-campeão do Mundialito de Clubes de Futebol de Areia (2015)
- Terceiro lugar na III Etapa do Circuito Brasileiro de Futebol de Areia - São Luís (MA) (2014)

Lokomotiv Moscow
- Terceiro lugar da Taça Europeia de Clubes (2017)

Catânia
- Vice-campeão do Mundialito de Clubes (2019)

BSC Krylya Sovetov
- Terceiro lugar no Campeonato Russo (2019)

Maccabi Netanya
- Vice-campeão da Liga de Israel (2019)

Braga
- Vice-campeão da Taça Europeia de Clubes (2021)

## Prêmios individuais
- Melhor Jogador da Copa Brasil (2014)[4]
- Melhor Jogador do Campeonato Russo (2019)
- Artilheiro do Mundialito de Clubes (2019)
- Artilheiro do Campeonato Brasileiro (2020)
- Artilheiro da Liga de Israel (2019)
- Artilheiro do Campeonato Carioca (2014)[5]
- Melhor Jogador do Campeonato Russo (2019)